# Lundtofte Sogn
Lundtofte Sogn er et sogn i Kongens Lyngby Provsti (Helsingør Stift). Sognet ligger i Lyngby-Taarbæk Kommune; indtil Kommunalreformen i 1970 lå det i Sokkelund Herred (Københavns Amt). I Lundtofte Sogn ligger Lundtofte Kirke.
I Lundtofte Sogn findes flg. autoriserede stednavne:
- Hjortekær (bebyggelse)
- Lundtofte (bebyggelse, ejerlav)
- Ravnholm (bebyggelse)
- Brede